# Dylan a Cole Sprouseovi
Dylan Thomas Sprouse a Cole Mitchell Sprouse (* 4. srpna 1992 Arezzo, Toskánsko, Itálie) jsou americká herecká dvojčata. Díky společné herecké kariéře bývají označováni společně jako Dylan a Cole Sprouseovi, Sprouse brothers (česky bratři Sprouseovi) či zkráceně Sprouse Bros. Svou kariéru začali v komedii Velký táta v roce 1999, kde hráli po boku Adama Sandlera. V roce 2001 si zahráli ve Vánoční komedii Viděl jsem maminku líbat Santa Clause a o dva roky později v komedii z produkce kanálu Disney Channel Just for Kicks (2003).
Životní rolí dvojčat během dětských let se staly role Zacka a Codyho v sitcomu Sladký život Zacka a Codyho, který odstartoval na Disney Channel v roce 2005. Díky úspěchu seriálu se stali idoly dětských a teenagerských diváků. Na obrazovky se vrátili ve volném pokračování sitcomu Sladký život na moři v roce 2008. Během let 2011 až 2015 navštěvovali vysokou školu a oba potvrdili, že po dostudování se chtějí věnovat herectví.

## Životopis
Bratři se narodili v malé nemocnici nazvané Clinica Tanganelli v Arezzu v Itálii americkým rodičům Matthewovi Sprouseovi a Melanie Wright, zatímco oba učili anglický jazyk na škole v Toskánsku. Dylan byl pojmenován po britském básníkovi Dylanovi Thomasovi a Cole byl pojmenován po jazzovém zpěvákovi a pianistovi Natovi King Coleovi. Dylan je o patnáct minut starší než Cole. Mají německé kořeny. Do Spojených států se rodina přestěhovala čtyři měsíce po jejich narození. Za některé peníze, které bratři vydělali si rodina koupila dům v Calabasas v Kalifornii, ve kterém od léta 2012 bydlí.

## Herectví
Bratři začali s herectvím v osmi měsících, díky jejich babičce Jonine Booth Wright, která učila divadlo a sama byla herečkou. Poprvé se zahráli v reklamě na plenky. Jako většina dvojčat, nejdříve hráli oba dva jednu a tu samou roli, a to kvůli kalifornskému zákonu, který omezoval počet odpracovaných hodin na natáčení pro dítě. Obsazení dvojčat do stejné postavy umožňuje více času natáčení. V osmi měsících hráli roli Patricka Kellyho v ABC seriálu Grace v jednom kole. V roce 1999 si zahráli první velkou roli ve filmu Velký táta, ve kterém sdíleli roli Juliana, kterého si adoptuje postava, kterou hrál Adam Sandler. Za roli byli nominováni na několik ocenění, přesto, že film nebyl zrovna uznávaný kritiky. Ten samý rok si také zahráli menší roli v thrilleru Astronautova žena. Cole začal v roce 2001 hrát roli Bena, syna Rosse Gellera v seriálu Přátelé. Oba si zahráli v rodinných filmech Viděl jsem maminku líbat Santa Clause a Just For Kicks. V březnu 2005 měl na stanici Disney Channel premiéru seriál Sladký život Zacka a Codyho, ve kterém hrají hlavní role. Roli Jeremiaha si zahráli v nezávislém filmu Srdce je zrádná děvka. V roce 2007 hrály ve filmu A Modern Twain Story: The Prince and the Pauper. Své hlasy propůjčili do filmu Vánoce v ohrožení. Oba si zahráli ve filmu The Kings of Appletown. Snímek měl premiéru 12. prosince 2009. V roce 2009 se také stali tváří značky Danone, která prodává jogurty pro děti. Během let 2011 až 2015 navštěvovali vysokou školu a oba potvrdili, že po dostudování se chtějí věnovat herectví. V roce 2016 získal Cole roli v seriálu stanice The CW Riverdale.

## Filmografie
| Rok  | Název                                           | Dylanova role            | Coleova role             | Poznámky                    |
| ---- | ----------------------------------------------- | ------------------------ | ------------------------ | --------------------------- |
| 1999 | Astronautova žena                               | Dvojče                   | Dvojče                   |                             |
| 1999 | Velký táta                                      | Julian McGrath           | Julian McGrath           |                             |
| 2001 | Deník sexuálních obětí                          | Sammy Jr.                | Sammy Jr.                |                             |
| 2001 | Viděl jsem maminku líbat Santa Clause           | Justin Carver            | Justin Carver            |                             |
| 2002 | Pán převleků                                    | Malý Pistachio Disguisey | Malý Pistachio Disguisey |                             |
| 2002 | Osm bláznivých večerů                           | K-B voják                | K-B voják                |                             |
| 2003 | Apple Jack                                      | Jack Pyne                | Jack Pyne                |                             |
| 2003 | Just for Kicks                                  | Dylan Martin             | Cole Martin              |                             |
| 2004 | Srdce je zrádná děvka                           | Starší Jeremiah          | Starší Jeremiah          |                             |
| 2005 | Piggy Banks                                     | Malý John                | —                        |                             |
| 2006 | Vánoce v ohrožení                               | Kid                      | Kid                      |                             |
| 2007 | A Modern Twain Story: The Prince and the Pauper | Tom Canty                | Eddie Tudor              |                             |
| 2008 | Sněžní přátelé                                  | Shasta                   | —                        |                             |
| 2009 | The Kings of Appletown                          | Will                     | Clayton                  |                             |
| 2010 | Kung Fu Magoo                                   | Justin Magoo             | Brad Landry              |                             |
| 2011 | Sladký život - Film                             | Zack Martin              | Cody Martin              | původní film Disney Channel |
| 2016 | Dismissed                                       | TBA                      | —                        |                             |
| 2020 | After We Collided                               | Trevor Matthews          | —                        |                             |

| Rok     | Název                       | Dylanova rodle | Coleova role  | Poznámky                                    |
| ------- | --------------------------- | -------------- | ------------- | ------------------------------------------- |
| 1993–98 | Grace v jednom kole         | Patrick Kelly  | Patrick Kelly | 112 dílů, hlavní role                       |
| 1998    | MADtv                       | Dítě           | Dítě          | díl: 3.22                                   |
| 2000–02 | Přátelé                     | —              | Ben Geller    | 7 dílů                                      |
| 2001    | Noční můry                  | Buddy          | Buddy         | díl: „Scareful What You Wish For“           |
| 2001    | Zlatá sedmdesátá            | Bobby          | Billy         | díl: „Eric's Depression“                    |
| 2005–08 | Sladký život Zacka a Codyho | Zack Martin    | Cody Martin   | hlavní role, 87 dílů                        |
| 2006    | Vladařova nová škola        | Zam            | Zim           | díl: „Oops, All Doodles/Chipmunky Business“ |
| 2006    | That's So Raven             | Zack Martin    | Cody Martin   | díl: „Checkin' Out“                         |
| 2008    | Svět podle Jima             | Sám sebe       | Sám sebe      | díl: „I Drink Your Milkshake“               |
| 2008–11 | Sladký život na moři        | Zack Martin    | Cody Martin   | hlavní role, 71 dílů                        |
| 2009    | Kouzelníci z Waverly        | Zack Martin    | Cody Martin   | díl: „Cast-Away (To Another Show)“          |
| 2009    | Hannah Montana              | Zack Martin    | Cody Martin   | díl: „Super(stitious) Girl“                 |
| 2010    | Jsem v kapele               | Zack Martin    | Cody Martin   | díl: „Weasels on Deck“                      |
| 2012    | So Random!                  | Sám sebe       | Sám sebe      | díl: „Cole and Dylan Sprouse“               |
| 2017    | Riverdale                   | —              | Jughead Jones |                                             |